# Grammoptera nanella
Grammoptera nanella là một loài bọ cánh cứng trong họ Cerambycidae.